# Ludovico Dolce
Pour les articles homonymes, voir Dolce.
Ludovico Dolce, né en 1508 à Venise et mort en 1568, est un auteur polygraphe, un grammairien et un théoricien de la peinture italienne.

## Biographie
Il naît dans une ancienne famille vénitienne, mais à la mort de son père, Fantino, alors qu'il n'a que deux ans, la vie familiale devient précaire avec ses trois frères Daniele, Angelo et Agostino. Son activité débordante qui s'ensuit plus tard expliquerait sa considérable activité éditoriale, en grande partie liée à la nécessité de les faire vivre.
Il édite en 1555 une édition de Dante.
Il écrit plusieurs tragédies : Giocasta, Didone, Thieste, Medea, Ifigenia, Hecuba et  Marianna et une comédie Marito.
Il épouse une comédienne, Polonia (probablement rencontrée à l'occasion de représentations théâtrales de ses écrits), dont il eut deux fils : une fille et un garçon nommé Marcello. On ne sait s'il était favorable à la Réforme protestante, acceptée néanmoins à cette époque à Venise, en particulier près de Gabriele Giolito dé Ferrari, un éditeur avec lequel il collabore intensément. Il est de fait qu'il subit deux procès près du Saint-Office (en 1558 et 1565), dont il sort absous.
Authentique polygraphe, son œuvre littéraire fut prolifique ; en trente-six ans d'activité, on constate qu'il a travaillé à 358 éditions, même si plus de 250 ne furent pas ses originaux de sa main mais des éditions de témoignages d'autrui, traductions ou traductions-éditions. Dans la centaine d'œuvres qu'on lui attribue figurent :  29 témoignages historiques, 25 œuvres linguistiques, 24 ésotériques, 5 philosophiques et 1 religieuse, outre 19 œuvres théâtrales.
Bien qu'apprécié de son vivant par ses œuvres, il n'en obtient pas de richesse si bien qu'il meurt sans testament en janvier 1568.
Il est enterré dans l'église San Luca Evangelista.
Ludovico Dolce fit ses études à l'université de Padoue.

## Œuvres

### Publications
- Sogno di Parnaso con alcune rime d'amore (1532)
- Il ragazzo, comédie (1541)
- Hecuba, tragédie, (1543)
- Fabritia, comédie (1549)
- Libri delle osservationi nella volgar lingua (1550)
- Dialogo della pittura intitolato l'Aretino (Dialogue de la peinture intitulé l'Arétin), (1557)
- Modi affiguranti e voici scelte et eleganti della volgar lingua, con un discorso sopra a mutamenti e diursi ornamenti dell’Ariosto. Venise : Gio. Battista et Marchio Sessa Fratelli, 1564

### Traductions
- la Vie d'Apollonius de Philostrate
- les Métamorphoses d'Ovide (en vers)
- les Œuvres d'Horace

### Édition critique
- Lodovico Dolce, I quattro libri delle Osservationi, edizione a cura di Paola Guidotti, Pescara, Libreria dell'Università Editrice (2004)

Il a donné plusieurs tragédies dont la plus célèbre, Marianne, a été refaite par Tristan et par Voltaire.
Pierre de Larivey l'a imité.